# Chełmce (województwo świętokrzyskie)

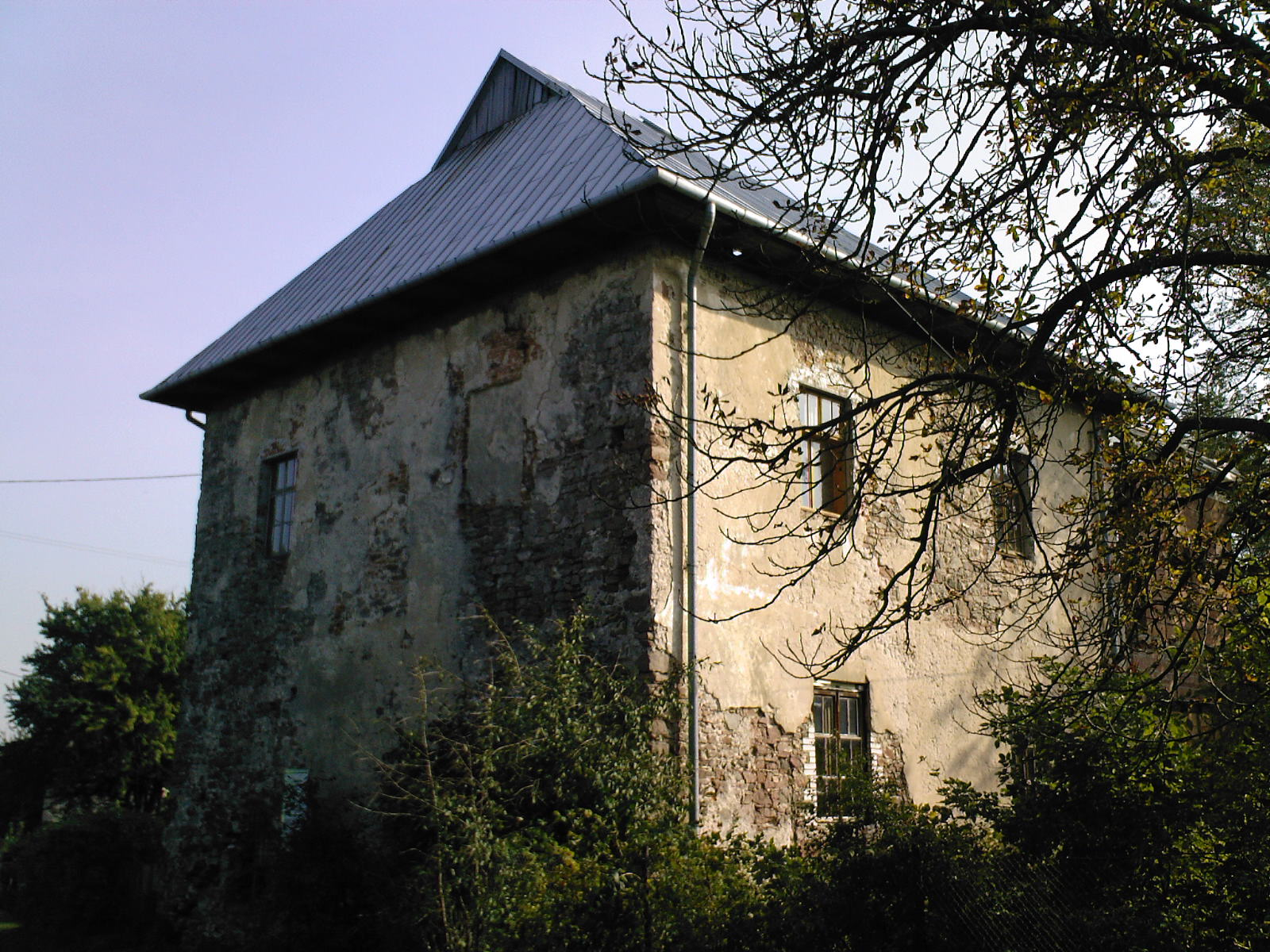
Wieża rycerska w Chełmcach

Chełmce – wieś w Polsce położona w województwie świętokrzyskim, w powiecie kieleckim, w gminie Strawczyn.
Przez wieś przechodzi  zielona ścieżka rowerowa do Strawczyna.
| SIMC    | Nazwa               | Rodzaj     |
| ------- | ------------------- | ---------- |
| 0273287 | Chełmce nad Rzeką   | część wsi  |
| 0273293 | Kolonia             | część wsi  |
| 0273347 | Piekło              | przysiółek |
| 0273353 | Piła                | przysiółek |
| 0273360 | Polichta            | przysiółek |
| 0273301 | Prebenda-Poduchowne | część wsi  |
| 0273318 | Seklówka            | część wsi  |
| 0273324 | Stara Wieś          | część wsi  |

## Historia
Wieś należała w XVI w. do Hieronima Odrowąża, później do rodziny Tarłów. 
Przez kilka lat była to parafia Henryka Sienkiewicza, mieszkającego w Oblęgorku. 
Na parafialnym cmentarzu znajduje się rodzinny grobowiec Sienkiewiczów. Pochowani tam zostali Henryk Józef (zmarł w 1958), Zuzanna (zmarła w 1982) Sienkiewiczowie (syn i synowa pisarza) oraz wnuczka Anna Sienkiewicz (zmarła w 2020).
W latach 1954–1961 wieś należała i była siedzibą władz gromady Chełmce, po jej zniesieniu w gromadzie Oblęgorek. 
W latach 1975–1998 miejscowość położona była w województwie kieleckim.

## Zabytki
- Kościół parafialny pw. św. Marii Magdaleny i Mikołaja, wzniesiony w latach 1620–1665 w stylu wczesnobarokowym. Jego fundatorem był wojewoda lubelski Jan Tarło. Świątynia powstała na miejscu kościoła z 2. poł. XIV w., który spłonął w 1620. Nawa budowli jest trójprzęsłowa. Również prezbiterium posiada trzy przęsła. Jest długie, niższe i węższe od nawy. Po jego bokach znajdują się kaplice.

Wpisany wraz z przykościelnym cmentarzem do rejestru zabytków nieruchomych (nr rej.: A.461/1-2 z 6.11.1947 i z 15.02.1967).
- Cmentarz parafialny z I połowy XIX w. (nr rej.: A.462 z 25.06.1992)[8].

## Wieża rycerska w Chełmcach

### Historia
Wieżę zbudowano około 1540 roku i jest ona jedną z najstarszych obronnych wież rycerskich w rejonie Gór Świętokrzyskich. Okoliczne dobra były wtedy własnością Jakuba Sancygniowskiego. Następnie drogą małżeństw i spadków dostały się rodzinom Kostków, Tarnowskich, Ostrogskich. W 1619 roku kupił wieżę wojewoda lubelski Piotr Aleksander Tarło. Tarłowie posiadali Chełmce aż do 1898 roku, ale dwór (kamienica) przestał być ich rezydencją zapewne już po 1652 roku, kiedy to wznieśli okazały pałac w pobliskim Piekoszowie; a wieża stała się wtedy rodzinnym dworem myśliwskim. Nie znamy dziejów obiektu, aż do 1848 roku, kiedy powstał jego opis - miał on wówczas dwa dodatkowe drewniane skrzydła boczne - od południa mieszczące pokoje mieszkalne, a od wschodu - kuchnię z zapleczem. Po spaleniu dworu i wsi przez Rosjan w 1864 roku, stojący przez czas jakiś w ruinie dwór zapewne odtworzono i dobudowano klatkę schodową oraz werandę na piętrze; skrzydeł już nie odbudowano. Dwór otoczony był kiedyś parkiem ciągnącym się w kierunku wschodnim, a po północnej stronie znajdował się staw z drewnianym dworkiem. Dalej na północ znajdowało się podwórze z folwarkiem, otoczone zabudową gospodarczą. Pod koniec XIX wieku majątek rozparcelowano, a folwark Chełmce dostał się  w prywatne ręce. W 1915 roku obiekt, za namową Henryka Sienkiewicza, kupił proboszcz z Oblęgorka, z zamiarem umieszczenia tu szkoły. Przekazany po I Wojnie światowej rodzinie Jarząbków, został uznany w 1928 roku za niezdatny do mieszkania i przeznaczony na cele gospodarcze. W 1956 roku spłonęły drewniane werandy i klatka schodowa wraz z dachem głównym. Dwór niszczał; w latach 60. XX wieku próbowano umieścić tu straż pożarną i pojawiła się okoliczna zabudowa, a w 1985 roku przeznaczono go już do rozbiórki. Dzięki protestom i staraniom środowiska konserwatorskiego nie doszło to do skutku i w 1991 roku obiekt zakupiła od władz lokalnych rodzina architektów Borsów, która częściowo odnowiła obiekt przystosowując go do funkcji mieszkalnej; w 2014 roku wieża ponownie zmieniła właściciela. Obiekt jest uznawany za zbór ariański w oparciu o bliżej nieokreśloną tradycję, bez poświadczeń źródłowych. Lokalnie budynek zwany jest "Kamienicą”. 

### Architektura
Pierwotny budynek zbudowany został na planie zbliżonym do kwadratu. Wywodził się on z tradycji murowanych, późnośredniowiecznych wież obronnych. Był i jest piętrowy, podpiwniczony, nakryty obecnie dachem czterospadowym. Wielokrotne był remontowany, czy też przebudowany, co spowodowało znaczną utratę cech stylowych - widocznych obecnie głównie w proporcjach budynku. Piwnice są w układzie dwutraktowym, przesklepione kolebkowo. Na parterze znajduje się sień reprezentacyjna, przesklepiona kolebkowo i dwie izby nakryte sklepieniem krzyżowym. Na piętrze pierwotnie było wnętrze jednoprzestrzenne, z ośmioma dużymi oknami na cztery strony świata, przykryte drewnianym stropem, a wejście na piętro prowadziło mostkiem zwodzonym na balkon od strony zachodniej. Obecnie w układzie piwnic i parteru niewiele się zmieniło, natomiast na piętrze występują nowożytne podziały na mniejsze pomieszczenia. Wykonano też w ostatnich latach nową przybudówkę od strony wschodniej, umieszczając w niej klatkę schodową. Niewielka posesja jest teraz wygrodzona, wokół budynku występuje trawnik i fragmenty pozostałości okazałego niegdyś parku, dziś zupełnie nieczytelnego w terenie. Budynek murowany jest z kamienia, (miejscowego dolomitu i piaskowca); stropy, więźba i dach są współczesne. Dwór stoi obecnie pośrodku wsi, między wzniesieniem Góry Plebańskiej (z kościołem) a Górą Zachętną.
Zabytek niedostępny dla zwiedzających, ale z zewnątrz jest dobrze widoczny. Jest to własność prywatna, budynek okresowo użytkowany. 
Obiekt jest wpisany do rejestru zabytków pod numerem: A.463 z 26.10.1956)